# IP Возничего
IP Возничего (лат. IP Aurigae) — двойная затменная переменная звезда (E) в созвездии Возничего на расстоянии (вычисленном из значения параллакса) приблизительно 18510 световых лет (около 5675 парсеков) от Солнца. Видимая звёздная величина звезды — от менее +16m до +14,6m.

## Характеристики
Первый компонент — жёлтая звезда спектрального класса G. Эффективная температура — около 5173 К.